# Radio Romance (serie de televisión)
Radio Romance (en hangul, 라디오 로맨스; romanización revisada, Radio romaenseu) es una serie de televisión surcoreana transmitida desde el 29 de enero hasta el 20 de marzo de 2018 por KBS 2TV. La serie fue protagonizada por Yoon Doo Joon y Kim So Hyun.

## Sinopsis
Song Geu-rim (Kim So-hyun), es la guionista de un programa de radio que es transmitido en vivo. Ella posee cinco años de experiencia como escritora asistente, por lo que carece de ciertas habilidades para la escritura, pero posee excelentes habilidades de planificación. Cuando descubre que el programa de radio en que trabaja está a punto de ser cancelado convence a Ji Soo-ho (Doojoon), un popular actor que está acostumbrado a actuar basado en guiones, para que se convierta en el nuevo locutor y Disc-jockey del programa.
Junto a ellos están Lee Kang (Yoon Park), que es un competente director de producción de la estación de radio y que gracias a su perfeccionismo cada uno de sus programas a alcanzado el primer puesto en audiencias, y Jin Tae-ri (Yura), una actriz que cayó en desgracia luego de verse involucrada en un accidente automovilístico mientras se encontraba en estado de embriaguez hace tres años. Pronto cada uno encontrará la curación para sí mismos a través de la radio.

## Reparto

### Personajes principales
- Yoon Doo Joon como Ji Soo Ho.[4][5]
  - Nam Da-reum como Ji Soo Ho (adolescente).
- Kim So Hyun como Song Geu Rim.[6][7]
  - Lee Re como Song Geu Rim (adolescente).
- Yoon Park como Lee Kang.[8][9]
- Yura como Jin Tae Ri.[10]

### Personajes secundarios
- Ha Joon como Kim Joon-woo, el mánager desde la infancia y amigo de Soo-ho. Joon Woo está enamorado de Tae Ri.
- Kwak Dong-yeon como Jason, un psiquiatra, compañero de la secundaria y doctor personal de Soo Ho.
- Lee Eui Woong como Woo Ji Woo, el mejor amigo de Soo-ho cuando se encontraban en el hospital. Ji-woo tiene una enfermedad terminal, pero muere durante un accidente automovilístico[11]
- Oh Hyun Kyung como Nam Joo Ha, la madre adoptiva de Soo-ho y la CEO de "JH Entertainment".
- Kim Byung Se como Ji Yoon Seok, el padre de Soo Ho y un veterano actor.
- Kim Ye Ryeong como Jo Ae Ran, la madre de Geu Rim, quien pierde la vista durante una cirugía cuando era más joven.
- Kim Hye Ji como Jung Da Seul, una popular actriz que tiene una aventura con Yoon Seok, y cuya fama desaparece cuando se revela su relación.

#### Miembro de la Estación de Radio
- Kim Hye Eun como Ra Ra Hee, la escritora del programa de radio que compite con el de Geu Rim.
- Im Ji Kyu como Lee Seung Soo, el director del programa de radio que compite con el de Geu Rim, Ji Kyu está interesado en Ra Hee.
- Jo Byung Gyu como Go Hoon Jung, el asistente del director del programa de radio de Geu Rim.
- Lee Won-jong como Kang Hee-seok, el director de la estación de radio.
- Yoon Joo Sang como Moon Sung Woo, el DJ de un programa de radio que lleva al aire más de treinta años y el confidente de Geu Rim.
- Ryu Hye Rin como "Tornado", un sub-escritor de la estación de radio.
- Shim Eun-woo como Ga-moom, una sub-escritora de la estación de radio.
- Jung Yoo-rim como "Jangma", un sub-escritor de la estación de radio.

### Otros personajes
- Tae Won-seok.

### Apariciones especiales
- U-Kwon como Kang Minu, el primer DJ del programa de Geu Rim (Ep. 1)
- Ji Il Joo como Oh Jin Soo, un actor del drama de Soo Ho, que muestra interés en Geu Rim (Ep. 2–3)
- Jung Gyu Soo como un hombre que sufre amnesia y que cree que Soo-ho es su hijo (Ep. 4)
- Bona como DJ Jay (Ep. 6)
- Jung Hee-tae como Ahn Bong-seob, un reportero.[12]

## Episodios
La serie estuvo conformada por 16 episodios, los cuales fueron emitidos todos los lunes y martes a las 22:00.

## Música
La banda sonora de la serie fue lanzada por "CREAHUB" y "LOEN Entertainment" y estuvo conformado por 6 partes.

### Parte 1
| N.º | Intérprete | Canción                 | Letra                               | Música                              | Duración |
| --- | ---------- | ----------------------- | ----------------------------------- | ----------------------------------- | -------- |
| 1   | NCT U      | "Radio Romance"         | Park Geun-chul, Runy y Jung Soo-min | Park Geun-chul, Runy y Jung Soo-min | 3:39     |
| 2   | -          | "Radio Romance (Inst.)" | -                                   | Park Geun-chul, Runy y Jung Soo-min | 3:39     |

### Parte 2
| N.º | Intérprete | Canción                                                | Letra      | Música     | Duración |
| --- | ---------- | ------------------------------------------------------ | ---------- | ---------- | -------- |
| 1   | Nakjoon    | "The Covered Up Road (Sound Track Ver.)" (가리워진 길) | Yoo Jae-ha | Yoo Jae-ha | 3:21     |
| 2   | Nakjoon    | "The Covered Up Road (Special Live Ver.)"              | Yoo Jae-ha | Yoo Jae-ha | 3:23     |
| 3   | -          | "The Covered Up Road (Sound Track Ver.) (Inst.)"       | -          | Yoo Jae-ha | 3:21     |
| 4   | -          | "The Covered Up Road (Special Live Ver.) (Inst.)"      | -          | Yoo Jae-ha | 3:23     |

### Parte 3
| N.º | Intérprete | Canción                 | Letra      | Música     | Duración |
| --- | ---------- | ----------------------- | ---------- | ---------- | -------- |
| 1   | Migyo      | "Bygone Days" (지난 날) | Yoo Jae-ha | Yoo Jae-ha | 5:19     |
| 2   | -          | "Bygone Days (Inst.)"   | -          | Yoo Jae-ha | 5:19     |

### Parte 4
| N.º | Intérprete | Canción                            | Letra       | Música      | Duración |
| --- | ---------- | ---------------------------------- | ----------- | ----------- | -------- |
| 1   | J_ust      | "Another Sadness" (또 하나의 슬픔) | Lee Hyun-do | Lee Hyun-do | 4:01     |
| 2   | -          | "Another Sadness (Inst.)"          | -           | Lee Hyun-do | 4:01     |

### Parte 5
| N.º | Intérprete    | Canción         | Letra                                  | Música                                 | Duración |
| --- | ------------- | --------------- | -------------------------------------- | -------------------------------------- | -------- |
| 1   | Lee Seok-hoon | "Story"         | KamDongis, Seo Jae-ha y Kim Young-sung | KamDongis, Seo Jae-ha y Kim Young-sung | 3:44     |
| 2   | -             | "Story (Inst.)" | -                                      | KamDongis, Seo Jae-ha y Kim Young-sung | 3:44     |

### Parte 6
| N.º | Intérprete       | Canción                | Letra                                | Música                         | Duración |
| --- | ---------------- | ---------------------- | ------------------------------------ | ------------------------------ | -------- |
| 1   | Haebin (Gugudan) | "On The Road" (길에서) | RUNY, Park Geun-cheol y Jung Soo-min | Park Geun-cheol y Jung Soo-min | 3:59     |
| 2   | -                | "On The Road (Inst.)"  | -                                    | Park Geun-cheol y Jung Soo-min | 3:59     |

## Premios y nominaciones
| Año  | Categoría       | Premio          | Nominado    | Resultado |
| ---- | --------------- | --------------- | ----------- | --------- |
| 2018 | Teen Popularity | KBS Drama Award | Nam Da-reum | Ganó      |

## Producción
Creada por Jeon Yoo Ri y dirigida por Kim Shin Il, la serie fue una producción en conjunto de "Urban Works Media" y "Plusis Media" para la KBS.
La primera lectura de guion de la serie fue realizada el 19 de diciembre de 2017 en la estación anexa de KBS en Yeouido, Seúl.

### Recibimiento
La serie recibió muchos elogios por parte de los televidentes, quienes consideraron la serie como una producción significativa y un "romance curativo", en donde no hubo villanos en particular y la relación entre los personajes añadía una singularidad a la historia.[cita requerida]